# 中富資源
中富資源有限公司（China Billion Resources Limited，港交所：0274）前稱高寶綠色科技集團，是一間在香港交易所上市的製造公司，主要業務是銷售化妝品及護膚用品及採礦業務。
該公司在東莞設廠，並於2000年在香港交易所主板掛牌上市。
高寶綠色於2007年分拆其護膚品和彩妝品生產業務至新公司真優美（港交所：3332），曾打算於2007年12月於香港交易所上市，但受當時市況影響，而延期上市。
2010年3月，收購湖南西澳礦業，進軍金礦業務。

## 外部連結
- 官方網頁 （页面存档备份，存于）